# 前田かおり
前田 かおり（まえだ かおり、1990年9月8日 - ）は、日本のAV女優。鹿児島県出身。

## 略歴
SODクリエイトからデビュー、いったんは引退したが、2012年、アイデアポケットから復帰した。

## 作品
2011年
- 九州で見つけたとっても清楚で、とってもエッチなお嬢様 前田かおり　AV Debut（2月5日、SODクリエイト）
- 失禁するほど･･･。 前田かおり（3月5日、SODクリエイト）
- 誘惑のBODY　ぴくぴくしちゃった★（4月7日、SODクリエイト）
- 20歳、性欲、覚醒（5月7日、SODクリエイト）
- 痴漢されて発情する…清純女子校生（6月4日、SODクリエイト）
- 初中出し天国（7月8日、SODクリエイト）
- エッチ中も、フェラ中も、何をされても絶対にカメラ目線!!（8月6日、SODクリエイト）
- 超高級ソープ嬢（9月8日、SODクリエイト）
- 中出し同棲日記（10月6日、SODクリエイト） - SOD引退作品

2012年
- FIRST IDEAPOCKET（4月1日、アイデアポケット）
- 前田かおりの濃厚な接吻とSEX（5月1日、アイデアポケット）
- 僕とかおりの甘〜い性活（6月1日、アイデアポケット）
- DIGITAL CHANNEL DC 94（7月1日、アイデアポケット）
- 見つめ合って感じ合う情熱SEX（8月19日、アイデアポケット）
- かおり先生の誘惑授業（9月19日、アイデアポケット）
- 世界最高級ソープへようこそ（10月19日、アイデアポケット）
- 秘密女捜査官　前田かおり（11月19日、アイデアポケット）
- 女子大生痴漢電車　前田かおり（12月19日、アイデアポケット）

2013年
- 汗だくSEX 前田かおり（1月19日、アイデアポケット）
- BEAUTY VENUS4（2月1日、アイデアポケット）
- カテキョ お嬢様家庭教師のHな性授業 前田かおり（3月1日、アイデアポケット）
- IP美女 前田かおり PPEMIUM BOX８時間 敦子じゃないよ！かおりだよ！（4月19日、アイデアポケット）
- 野外SEXしようよ！ 前田かおり（5月19日、アイデアポケット）
- 感汁女 前田かおり（6月19日、アイデアポケット）
- 夫の目の前で犯されて 前田かおり（7月19日、アイデアポケット）
- 断り切れずにヤラせちゃう女 私押しに弱…（8月19日、アイデアポケット）
- 激ピストン かおりがイクまで腰を振るの…（9月19日、アイデアポケット）
- 前田かおりとヴァーチャルデート（10月19日、アイデアポケット）
- 美脚RQの甘い誘惑 前田かおり（11月19日、アイデアポケット）
- 彼女の姉貴とイケナイ関係 前田かおり（12月19日、アイデアポケット）

2014年
- デリバリーSEX アナタの自宅に前田かおりをお届けします（1月19日、アイデアポケット）
- かおりん SWEET BOX 8時間 前田かおり（2月19日、アイデアポケット） ※総集編
- 精子吸引バキュームフェラチオ 前田かおり（3月19日、アイデアポケット）
- IP美女 前田かおり PPEMIUM BOX８時間 敦子じゃないよ！かおりだよ！（4月19日、アイデアポケット）
- 犯された 美人過ぎる女教師 前田かおり（5月19日、アイデアポケット）
- 快感スパイラル 前田かおり（6月19日、アイデアポケット）
- 大乱交 前田かおり（7月19日、アイデアポケット）
- あなた、許して…。愛の再燃 前田かおり（8月7日、アタッカーズ）[5]
- 犯され過ぎた女 前田かおり（9月7日、アタッカーズ）[6]
- 前田かおり PLATINUM BOX 8時間（12月19日、アイデアポケット） ※総集編

2015年
- 犯された前田かおり 慟哭の快楽 屈辱の8時間（4月9日、アイデアポケット） ※総集編
- 前田かおりの爆量潮噴き＆絶頂昇天スペシャル 測量不能のスプラッシュ大絶頂祭8時間！（10年19日、アイデアポケット）[7]